# Iberis procumbens
Iberis procumbens là một loài thực vật có hoa trong họ Cải. Loài này được Lange mô tả khoa học đầu tiên năm 1861.